# Pardos
Pardos ist ein zentralspanischer Ort und eine Gemeinde (municipio) mit 34 Einwohnern (Stand: 2024) im Osten der Provinz Guadalajara in der Autonomen Gemeinschaft Kastilien-La Mancha in Zentralspanien. 

## Lage und Klima
Pardos liegt im Iberischen Gebirge in einer Höhe von 1185 m. Die Entfernung zur westsüdwestlich gelegenen Provinzhauptstadt Guadalajara beträgt ca. 90 Kilometer (Fahrtstrecke). Das Klima ist warm und gemäßigt; der Jahresgesamtniederschlag beträgt 509 mm.

## Bevölkerungsentwicklung
| Jahr      | 1960 | 1970 | 1981 | 1991 | 2001 | 2011 | 2021 |
| Einwohner | 148  | 83   | 59   | 66   | 66   | 54   | 42   |

## Sehenswürdigkeiten
- Johannes-der-Täufer-Kirche